# Клубок (мультфильм)
«Клубок» — советский кукольный мультипликационный фильм по сказке Овсея Дриза режиссёра Николая Серебрякова.

## Сюжет
Через зимнюю метель медленно пробирается старуха, закутанная в изодранную рогожу. Неожиданно она находит клубок шерсти, который подкатывается к ней и превращается в небольшого бело-розового барашка. Барашек играет со старухой, и к ней протягивается шерстяная нить, а в её руках появляются спицы.
Женщина начинает вязать нитью, которая вытягивается из барашка: сначала обувь, платье и чепец для себя, потом, всё увеличивая скорость, множество других вещей — носки, кофту, мебель, нарядный дом, который наполняют многочисленные вязаные предметы от кресла-качалки до граммофона. К старухе приходят гости, которых она удивляет чудесными вязаными вещами, но прячет волшебного барашка. Затем она решает связать себе новое, молодое лицо, но нитки хватает только на его половину. В ярости она выхватывает барашка, оставшегося совсем без шерсти, из сундука, трясёт его и выбрасывает из дома. Гости смеются.
Барашек бежит прочь, и чудесная нитка тянется за ним, а все вещи, связанные старухой, распускаются. Барашек снова обрастает шерстью и в финале превращается в клубок, распустив не только все старухины вещи, но, заодно, и саму старуху.

## Создатели
| режиссёр                     | Николай Серебряков |
| художник-постановщик         | Алина Спешнева |
| оператор                     | Владимир Саруханов |
| композитор                   | Эдуард Артемьев |
| звукооператор                | Борис Фильчиков |
| редактор                     | Наталья Абрамова |
| монтаж                       | Надежды Трещёвой |
| художник                     | Е. Уманская |
| мультипликаторы              | Юрий Клепацкий, Владимир Пузанов, Павел Петров, Иосиф Доукша |
| куклы и декорации изготовили | Павел Гусев, Лилианна Лютинская, Валерий Петров, В. Куранов, Светлана Знаменская, В. Калашникова, Марина Чеснокова, Виктор Гришин под руководством Романа Гурова |
| директор картины             | Натан Битман |

В мультфильме не произносится ни одного слова, звучит лишь музыка.

## Видеоиздания
- В 2002 году выпущен на VHS и компакт-дисках Video CD в коллекции «Мастера Русской анимации» с английскими субтитрами, а далее — на DVD: «Masters of Russian Animation Volume 1»[3].

## Критика
Я. Сегель, проводя параллель между «Клубком» и Пушкинской «Сказкой о рыбаке и рыбке», отмечал, что поначалу можно счесть, что в мультфильме, являющемся вымыслом, высмеиваются «явления маленькие, недостатки незначительные, характеры редкие», но, как произведение настоящего искусства, из тех, которые «помогают людям жить», он заставляет размышлять о главном. Сегель особенно выделил работу художников-кукольников, признавая, что раньше не любил кукольных мультфильмов, считая, что в них «куклы, стесняясь себя» слепо подражают живым людям, и он воспринимал это как очередную неудачу. Но в «Клубке» и другом мультфильме Серебрякова — «Не в шляпе счастье» куклы играют, по мнению автора, именно как куклы, и поэтому их воздействие на зрителя усиливается. В этих произведениях кукольная природа персонажей не прячется, наоборот, возможности куклы широко и с выдумкой используются для достижения большего художественного эффекта.
В своей работе «Волшебники экрана» С. Асенин обращает внимание на то, что повествование в «Клубке» развивается столь красноречиво и энергично, что собственно текст здесь не нужен. Лента на первый взгляд отличается простотой и лаконизмом, но в эту лаконичную форму заключены очень яркие и многозначные образы. Асенин также проводит параллель с пушкинской сказкой. Конфликт в мультфильме построен на выразительной борьбе двух стихий — вдохновенного созидания и себялюбивого стяжательства. Волшебный клубок шерсти даёт возможность создателям — режиссёру Н. Серебрякову и художнику-постановщику А. Спешневой — предложить зрителю «целую поэму из шерсти». Вселенная в своём бесконечном разнообразии создаётся из ниток, материал и сама техника вязания дают прекрасную возможность изобретательно использовать их как изобразительное средство.
С. Асенин отмечает отлично проделанную работу по созданию галереи «типажных кукольных «портретов»» персонажей, пришедших к старухе. При этом задача гостей сводится лишь к тому, чтобы быть зрителями волшебных превращений шерстяной нити и восхищаться ими:

Широко раскрыт огромный четырёхугольный рот седенького старичка, раздвинут продолговатый, как замочная скважина, рот соседки в тулупе. А старуха стремится удивить их всё новыми своими богатствами, всё новыми чудесами.— 
Как отмечает критик Александра Василькова, в «Клубке» сюжетом становится процесс создания целого мира руками вязальщицы, происходит в буквальном смысле материализация «нити повествования». В волшебную сказку посредством разнообразных приёмов вязания, выглядящих очень правдоподобно, приходит реальная жизнь, а вязаное полотно приобретает символическую значимость.